# Paulo Fróes da Cruz
Paulo Fróes da Cruz (Nova Friburgo, 1900) foi um político brasileiro.
Foi ministro interino da Agricultura no governo Juscelino Kubitschek, de 1 a 31 de agosto de 1958.